# 레드 라인 (MBTA)
레드 라인(영어: Red Line)은 미국 매사추세츠주 보스턴에서 운행되는 도시 철도 노선으로 매사추세츠 만 교통공사(MBTA)에서 운영하고 있다. 이 노선은 북서쪽의 케임브리지에서 남동쪽의 서머빌의 데이비스 스퀘어 간을 가로질러 가며, – 노스케임브리지의 알레와이프 역~켄들스퀘어의 켄들/MIT – 포터 역을 통해 커뮤터 레일과 환승된다. 그런 다음 롱펠로 교(Longfellow Bridge)를 타고 다운타운 보스턴으로 건너가서, 파크 스트리트 역에서 그린 라인, 다운타운 크로싱 역에서 오렌지 라인, 보스턴 사우스 역에서 실버 라인과 환승되고, 사우스보스턴 및 도체스터를 통과하기 전의 보스턴 사우스 역 터미널에서 암트랙, 커뮤터 레일과 환승된다. 도체스터(Dorchester)에 있는 JFK/UMass 역 남쪽에는 브레인트리 역과 애쉬몬트 역에서 끝나는 두 개의 지선으로 나뉜다. 지선에서 커뮤터 레일로의 환승은 JFK/UMass 역, 퀸시 센터 역 및 브레인트리 역에서 가능하다. 애쉬몬트 역에서, 승객은 2.6-마일 (4.2 km) 경전철 노선인 애쉬몬트-매터팬 고속선을 통해 매터팬 역까지 갈 수 있다.
모든 레드 라인 역은 브레인트리 지선의 월라스턴 역과, 애슈몬트-매터팬 고속선의 밸리 로드 역을 제외한 전 역에 장애인 이용이 가능하다. MBTA는 2015년 기준으로, 월라스턴 역에 장애인 이용이 가능하도록 개선을 시도하고 있다.

## 운영 및 신호
이 노선은 1980년대 중반까지 애쉬몬트 및 하버드 지선에 대해 trip-stop wayside signaling을 사용했으며, 브레인트리 지선은 자동 열차 제어 장치(ATC)의 초기 사례 중 하나였다. 알레와이프 지선은 ATC로 지어졌고 그 지선 이후부터 나머지 지선은 건설 후에 ATC로 개선되었다. 이 노선은 45 하이 스트리트 제어실에서 전자 기계 패널이 완성된 1985년까지 타워에서 개별 제어하에 있었다. 1990년대 후반 45 하이 스트리트의 새로운 제어실에서 Syseca Inc.(현 ARINC)에 하도급을 준 Union Switch & Signal의 제품을 사용하여 소프트웨어 제어 자동 열차 관리(software-controlled Automatic Train Supervision)로 대체되었다. 시스템에 대한 후속 수정은 MBTA에서 내부적으로 이루어졌다.
이 선에서 가장 짧은 운행 시간으로 진행된 열차 운행 간격은 1928년에 발간된 운행 시간표에서 1+3⁄4분 간격으로 보고 있다. 승객 수는 출퇴근 시간대의 4량 편성 차량 당 850명 이상을 기록한 1947년경에서 최고치를 기록했다. 최신 ATC 신호는 보다 높은 안전 표준으로 설계되었지만, 도심 지역의 블록 레이아웃은 이전의 신호 시스템보다 용량을 50% 줄였다. 시간당 차량으로 측정된 순손실 용량은 측정되지 않았지만, 동시에 승강장은 더 긴 운행 간격으로 운행되는 6량 열차를 운행하기 위해 길어졌다. 레드 라인의 구간을 따라 설치된 구식 "고정 블록 신호 시스템"은 최악의(최고 속도) 가정에 따라 열차 간의 고정 거리 분리를 유지한다. 열차가 어떤 이유로든(예:혼잡한 상황, 궤도 유지 보수, 기상 조건) 열차가 최고 속도 이하로 운행할 경우 시간당 승객의 승차량이 현저히 줄어든다. 시스템의 한 부분에서의 지연은 특히 출퇴근 동안 전체 노선을 통해 전파될 수 있다.
눈보라가 날 때 MBTA는 비운행 시간에 빈 열차를 운행하여 선로와 제3궤조를 깨끗하게 유지한다. 레드 라인은 얼어붙은 제3궤조로 인해 2014-15년 겨울의 주요 운행 중단을 겪었다. 가동되지 않은 열차는 승객과 함께 역 사이에 좌초되었다.

## 철도 차량
노선은 트롤리를 운행하는 매터팬 선을 제외하고 표준궤 중전철로 운행한다. 열차는 직류 600V 제3궤조에서 전력을 공급받는 전기 동력분산식 열차의 쌍으로 구성된다. 모든 열차는 6량 편성으로 운행된다.
차량 재고는 사우스보스턴의 브로드웨이 역 근처 캐벗 차량기지(Cabot Yard)에서 주박 및 유지된다. 이 차량기지와의 연결은 JFK/UMass 역 근처에서 두 지선이 갈라지는 교차점에 있다. 열차는 브레인트리 역(Codman Yard)와 애쉬몬트 역(Codman Yard)에서 한밤에 주박되며, 알레와이프 역 서쪽의 잔여 선로에서도 열차가 운행된다. Harvard 역 근처의 지상에 있는 엘리엇 차량기지(Eliot Yard)는 1970년대에 철거될 때까지 이스트 보스턴 터널(현 블루 라인)과 짧은 시간 동안 레드 라인 차량을 보냈다. (이스트보스턴 터널 차량은 지금 폐쇄된 조이 스트리트(Joy Street) 포털을 통해 보우든 역(Bowdoin)과 롱펠로 교(Longfellow Bridge)의 궤도 연결을 통해 차량기지에 접근했다.)

### 1912 케임브리지 지하철 & 1928 도체스터 차량

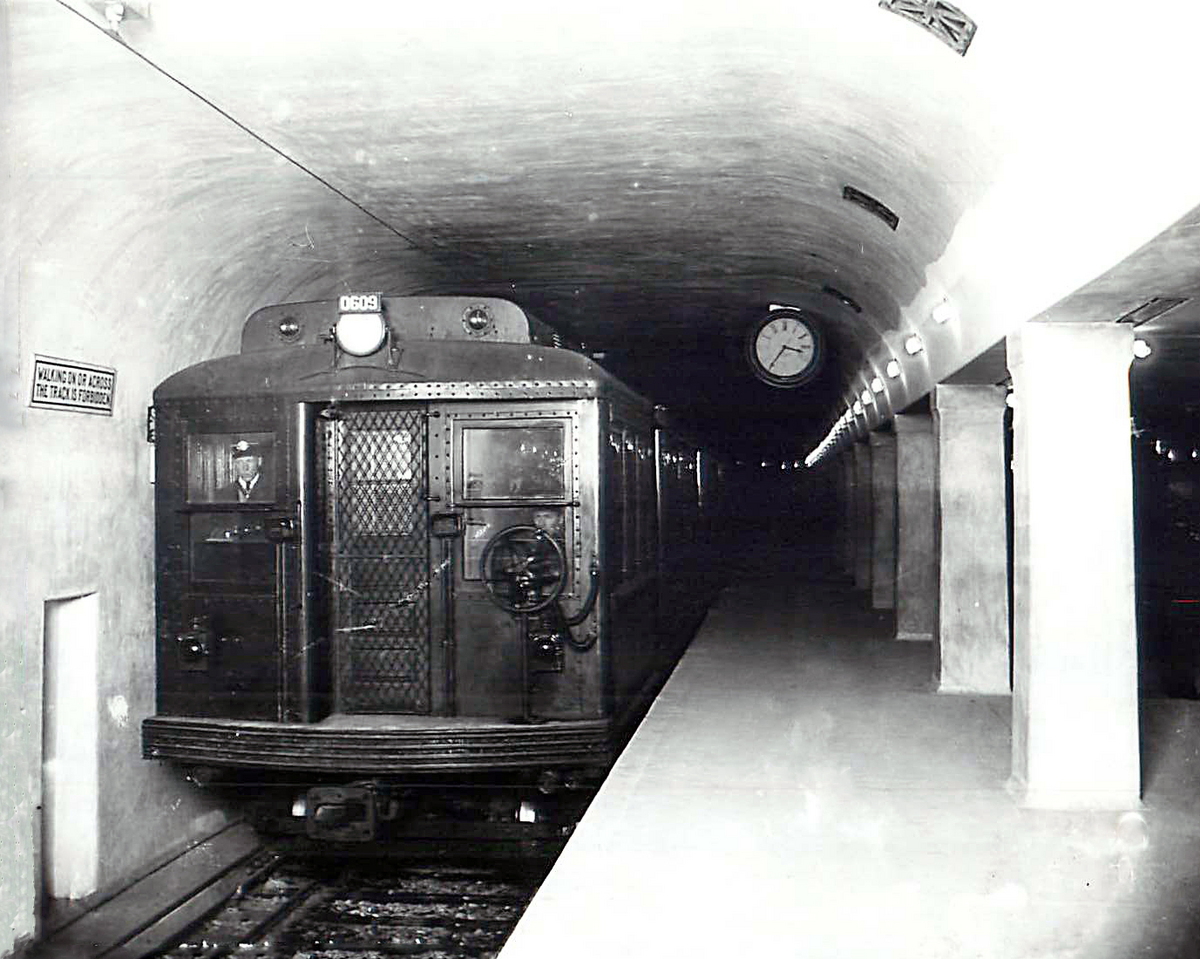
구 하버드 역의 1912년 차량

캐임브리지 지하철은 1912년 스탠더드 스틸 카 컴퍼니(Standard Steel Car Company)에서 제작한 40대의 전면 철제 모터 카와 라코니아 카 컴퍼니(Laconia Car Company)에서 생산한 20대의 차량으로 운행을 시작했다. 이들은 보스턴의 기존선에 대한 연구 결과로 버퍼를 넘는 69 피트 (21 m)의 뛰어난 길이와 85,900 파운드 (39,000 kg) 정도 나가는 대용량을 자랑한다. 그리고 완전히 새로운 문 배열을 가졌다.: 측면당 3개의 단일 미닫이 출입문이 차량 길이를 따라 고르게 분산되어, 문과의 최대 거리가 9 피트 (2.7 m)가 되었다. 출범 당시 새로운 지하철 차량은 세계에서 가장 큰 차량이었다.:127 유사한 구성이 나중에 뉴욕의 BMT 표준 차량과 필라델피아의 브로드 스트리트 지하철 차량에 채택되었다.
보스턴 차량의 약 20 피트 (6.1 m)는 흡연실 격벽으로 분리되어 있었다. 고가 노선과는 달리 승객 흐름은 의도하지 않았으며, 모든 문은 출입문으로 사용되었다. 비슷한 디자인의 35대 차량은 1919년 프레스강 차량 회사(Pressed Steel Car Company)에서, 나머지 60대는 1928년에 브래들리 자동차 회사(Bradley Car Company)에서 도체스터 확장을 위해 추가했다.

### 1963 풀먼 차량

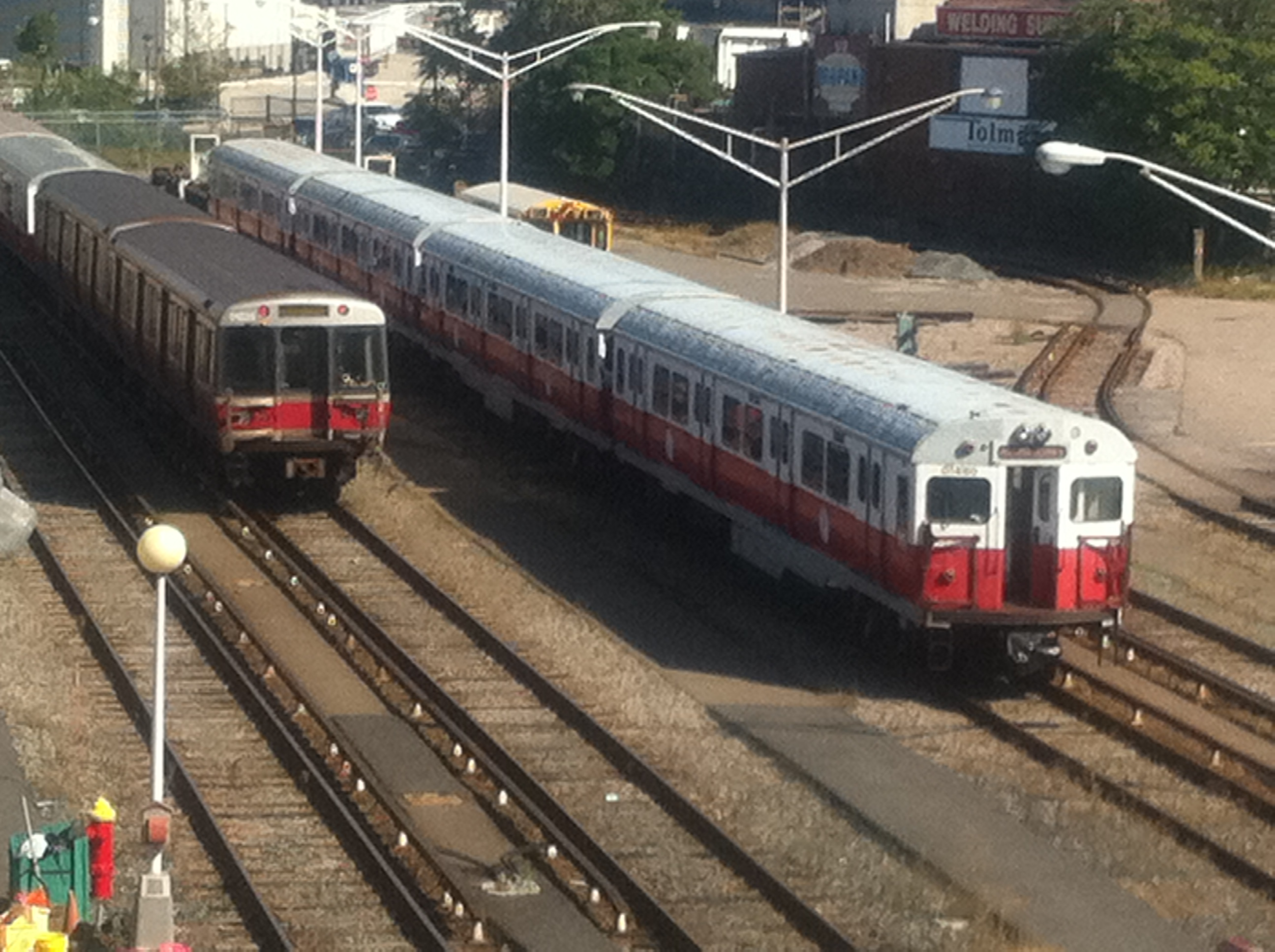
캐벗 차량기지에 주박한 1400호대 차량

1912-1928년 케임브리지-도체스터 차량은 풀먼 스탠다드(Pullman-Standard)에서 01400-01491호로 번호가 매겨진 92대의 married-pair 차량으로 1963년 즉시 교체까지 계속 운행했다. 이 탄소강 차량은 원래 알레와이프 확장(Alewife Extension) 개통을 위해 레드 라인 색상으로 도색된 1980년대 초반까지 파란색, 흰색 및 금색 도색 체계(구매 자금을 제공한 매사추세츠주 정부의 색)로 도입후 유지되었다. 01400호대(또는 1400호대)는 MBTA 이전의 최후의 차량이었으며, 최후의 냉방장치가 없는 차량이었다. 1994년까지 6량 열차로 운행할 수 없는 기계 및 전기 장비로 인해 모두 정식 운행이 중단되었다. 1800호의 배송으로, 4대의 차량(01470/01471, 01480/01481호)가 레드 라인 작업 장비로 남아 있고 2개는 메인주 케네벙크포트의 시쇼어 트롤리 박물관(Seashore Trolley Museum)에서 보존된다.

### 알루미늄 차체 차량

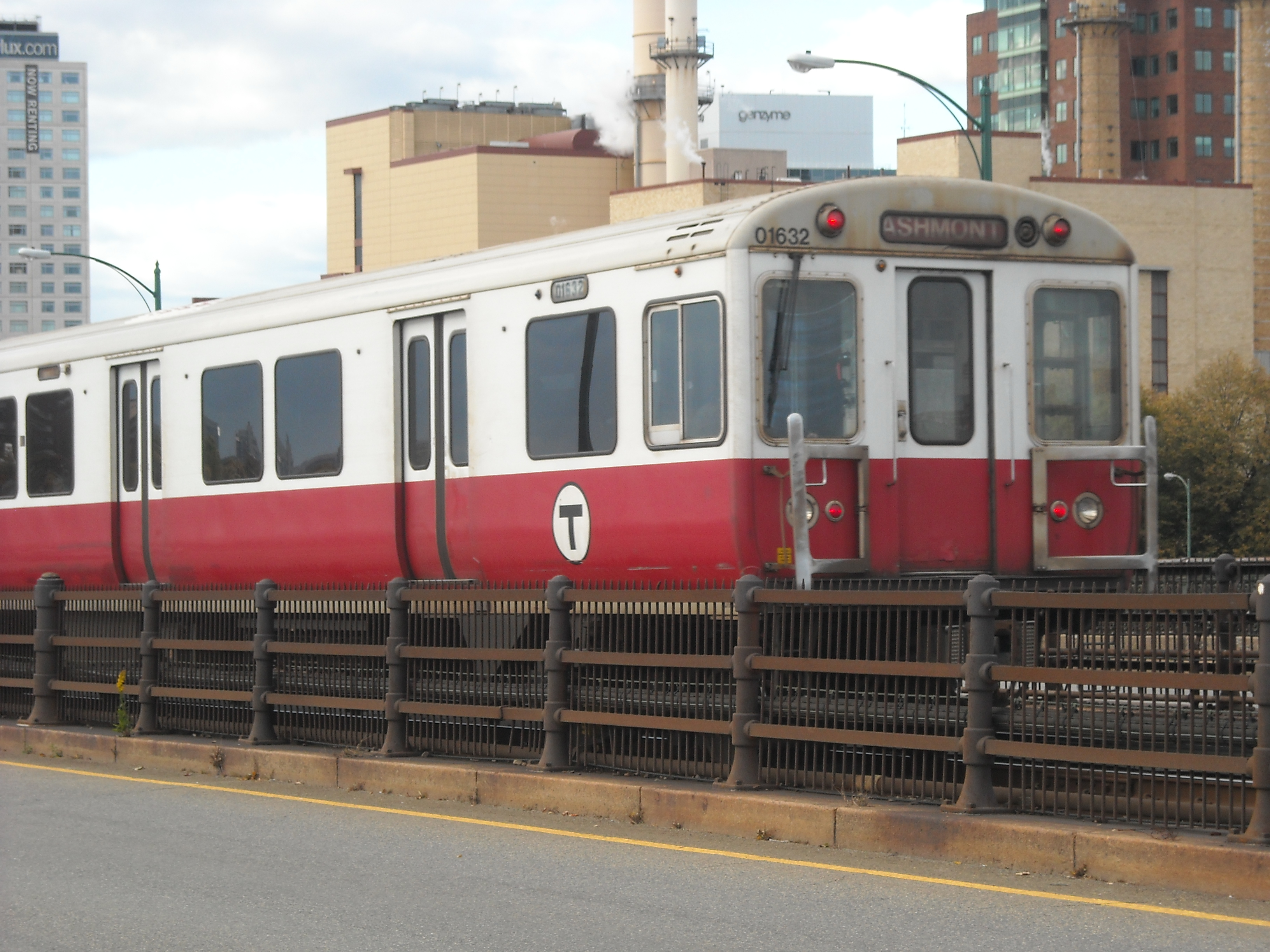
롱펠로 교를 지나는 1600호대 차량

1969년~1970년에 도입된 ("No. 1" 차량으로 알려진) 1500호대 및 1600호대 풀먼-스탠다드 차량과, 1988년에 도입된 ("No. 2" 차량) 1700-57호 UTDC 차량으로, 총 3대의 알루미늄 차체 차량이 도입되었었다. 이 차량은 각각 62대에서 64대를 차지하고 MBTA 시스템의 정규 매출 서비스 중 가장 오래된 자동차중 일부를 포함해 약 132대의 차량이 2015년 기준 현재까지도 활발하게 운행중이다. 모든 차량은 흰색 바탕의 빨간 줄로 도색 되었으며, 수동으로 작동되는 롤지 형태 행선 안내판도 장착되어 있다. 분해하기 전에, 1500호대 및 1600호대는 엷은 빨간색 줄이 있는 브러시드 알루미늄(brushed aluminum) 도색과 천연 금속 마감 처리로 "실버 버드(Silverbird)"차라고 불렀다.
이 차량은 모두 웨스팅하우스(Westinghouse)에서 제조한 전기 기계 기술 장치와 함께 전통적인 직류 견인 전동기를 사용하며 상호 운용할 수 있다. 1500호대 및 1700호대 차량은 1인으로 운행할 수 있지만 실제로는 항상 2인으로 운행한다.1600호대는 항상 1인으로만 운행할 수 있었다. 원래 1500호대는 전후두부 동일하게 2개의 운전실을 가졌지만 중간기 점검 기간 동안 전두부만 있는 형태로 전환되었다. 헤드라이트는 1500호대의 운전실 없는 부분에도 계속 남아 있다. 1700호대에는 운전석이 아닌 쪽에 헤드 라이트가 장착되어 있지만, 운전실이 하나 밖에 없는 구조로 되어있다.

### 스테인리스 스틸 차체 차량

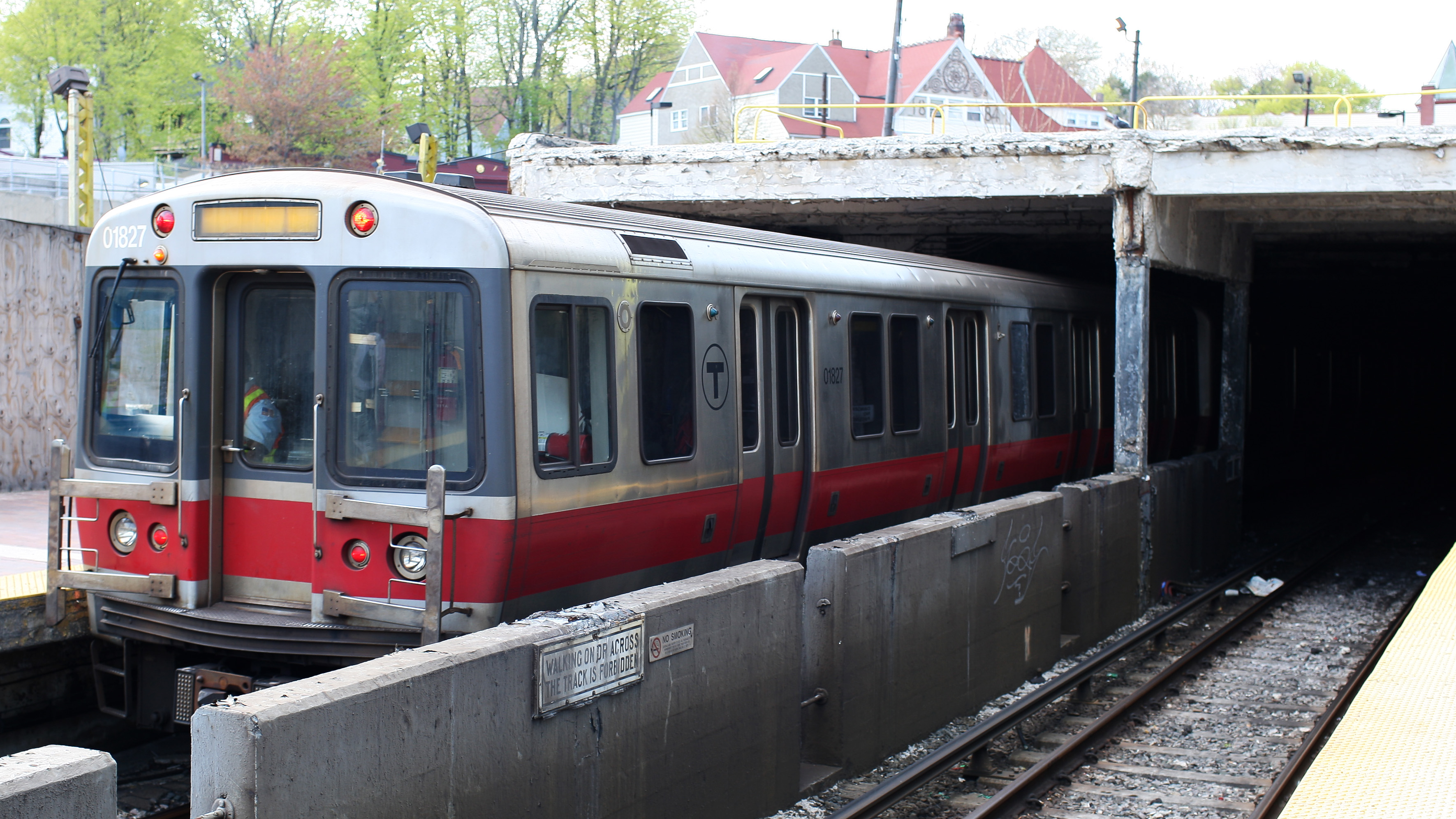
1800호대 차량

스테인리스강 차체의 1800-85호대 차량은 캐나다에서 제조된 부품과, 버몬트주 배리에서 조립되어, 봄바디어에서 1993-94년에 만들어졌다.(이는 "3호기" 차량으로 알려져있다.) 이 차량은 50개 좌석이 있고, 86대가 운용되고 있다. 자동 정지 알림 시스템은 각 차량에 천장에 장착된 빨간색 LED 행선안내 게시기와 동기화된 안내 방송을 제공한다. 이 자동차는 빨간색 줄이 있는 스테인리스강이며 노란색 LCD 행선지 알림판을 사용한다. 이 차는 원래(다른 차량의 검은 가죽 시트와 대비하여) 빨간 천 시트를 가지고 있으나, 21세기 초에 천으로 된 의자가 검은 색 가죽 시트로 대체되었다. 최근에는 검은색 가죽 시트가 다른 레드 라인 차량과 마찬가지로 여러 가지 색상의 패턴이 포함된 기물 파손 방지 강화 카펫형 시트로 대체되었다.
이것은 제너럴 일렉트릭이 제조한 솔리드 스테이트 컨트롤(solid state controls)이 장착된 현대식 AC 견인 전동기가 있는데, 쌍을 이룰 때만 작동 할 수 있으며 비상시 또는 비수익 차량 이동에서는 중고 차량과 부분적으로 상호 운용할 수 있지만 수익 서비스에는 사용할 수 없다.

#### 빅 레드(Big Red) 대용량 차량

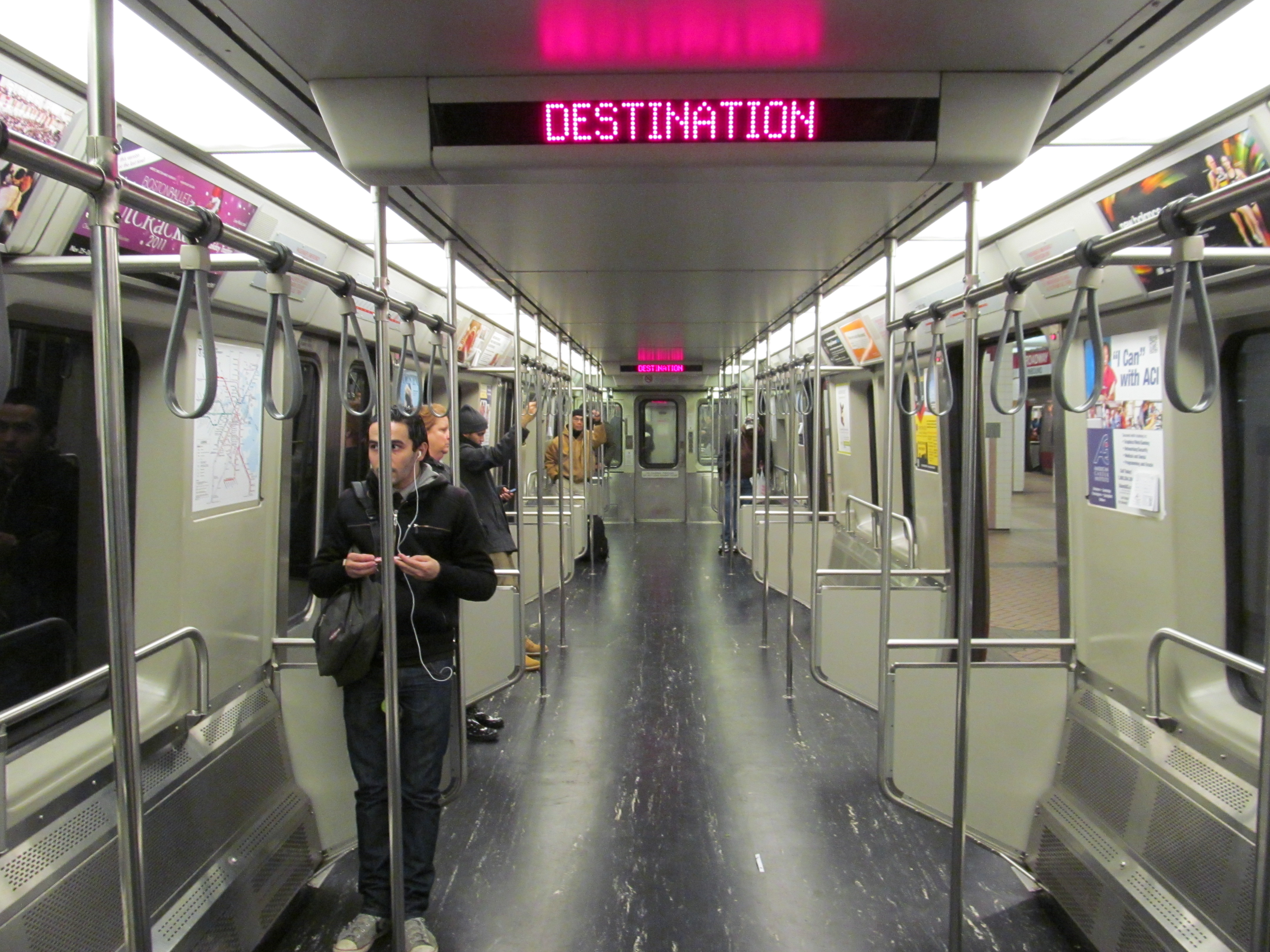
"빅 레드" 차량 내부

2008년 12월에 MBTA는 열차 운행 효율을 높이기 위해 1800호대 차량을 좌석 개폐형으로 개조하기 시작했다. MBTA는 이러한 목적으로 개조된 중전철 차량을 운용하는 미국 최초의 교통 사업자가 되었다. 1802-1803호 차량들은 문 가까이에 있는 큰 스티커로 표시된 "빅 레드(Big Red)"차량으로 지정되었다. 역의 새로운 자동 안내 방송은 승객에게 이러한 대용량 열차의 도착을 알린다. 지금까지 MBTA에는 출근시간대 동안 한 번, 알레와이프 행으로 한 번, 브레인트리 행으로 퇴근시간대 한 번, 알레와이프 행 편성으로 퇴근시간대 한 번 차량을 운행하고 있다.

### 대차
2013년 10월, MassDOT는 1500/1600호대 차량을 대체할 74대의 신차를 제공할 오렌지 및 레드 라인을 위한 13억 달러짜리 지하철 주문 계획을 발표했으며, 1700호대 차량을 대체하기 위해 132대로 숫자를 늘릴 수 있는 옵션이 추가되었다.
2014년 10월 22일, MassDOT 이사회는 레드 라인을 위한 132대의 대체 철도 차량과 오렌지 라인의 추가 차량을 중국 기반 제조업체인 중국북차(中国北车, 다음 해 중국중차(中国中车)의 일부가 됨)에 건설하기 위해 5억 6,700만 달러의 계약을 체결했다. 중국중차는 매사추세츠주 스프링필드에 있는 구 뉴잉글랜드 웨스팅하우스 회사(New England Westinghouse Company) 부지의 새로운 제조 공장에서 2019년에 레드 라인 차량의 초기 납품을 예상하며 (오렌지 라인 납품은 1년 전부터 시작될 예정임) 2023년에 전량 운행될 예정이다. 새로운 차량과 연계하여 이 프로젝트에 할당된 나머지 13억 달러 부분은 테스트, 신호 개선 및 유지 보수 시설 및 기타 관련 비용을 지불하게 된다. 새로운 차량은 15명 정도 추가적으로 승객을 수용할 것이고, 차량 당 4대의 휠체어 이용 구역을 갖출 것이고, 온보드 감시카메라를 갖출 예정이다. 차량은 혼잡한 역에서 보다 빠른 탑승을 허용하기 위해 더 넓은 출입문을 가지며, 한 쌍의 출입문 패널 중 하나가 열리지 않아도 휠체어 통행 접근을 할 수 있다.
2016년 12월에 MBTA는 중국중차에서 추가로 동일한 차량을 구매하기로 결정하여, 01800호 차량의 값비싼 수리 대신 교체를 허용했다. 이 주문은 추가 차량 14대에 대해 2억 7,700만 달러를 들여 120대를 주문한 것이다. 2014년과 2016년의 주문은 합쳐서 2023년까지 레드 라인 전체에 대한 단일 차량을 제공 할 예정이며, 결과적으로 최단 거리에서 3분 간격으로 열차를 운행할 수 있는 충분한 차량을 갖추게 될 예정이다.

## 공공예술
MBTA는 1970년대 후반과 1980년대 초 북서부 레드 라인 확장 기간 동안 아츠온더라인(Arts on the Line)이라는 공공 미술 프로그램의 "percentage for art"을 개척했다. 아츠온더라인은 미국에서 처음 열린 프로그램으로 전국의 예술 프로그램과 유사하다.
켄들/MIT 역은 폴 마티스(Paul Matisse)가 제작한 "Kendall Band"라고 부르는 대화식 공공 미술 설치 시설을 갖추고 있으며, 이용객이 역 벽면의 레버를 사용하여 3개의 사운드 생성 기계를 활성화할 수 있도록 한다. 알레와이프 역의 트랙 위에는 보스턴의 예술가 알레한드로(Alejandro)와 모리아 시나(Moira Sina)가 제작한 The End of the Red Line이라고 불리는 일련의 붉은 네온 튜브가 걸려있다. 지난 30년 동안 건축되었거나 개조된 많은 역에는 공공 예술이 등장한다.
MBTA는 여섯 가지 주요 대중교통 노선을 따라 설치된 90점 이상의 작품에 대한 온라인 카탈로그를 관리한다. 다운로드 할 수 있는 가이드에는 풀컬러 사진, 제목, 아티스트, 위치 및 개별 작품에 대한 설명이 나와있다.새 지상역 (특히 알레와이프, 브레인트리, 퀸시 애덤스 역은 모두 대형 주차장을 갖추고 있음)은 브루탈리즘 건축물의 훌륭한 사례이다.

## 광고물
하버드 역, 센트럴 역 뿐만 아니라, 사우스 역과 브로드웨이 역사이에는 선형 조이트로프 형태의 광고가 있었다. 광고의 각 프레임은 열차가 지나갈 때 기계적으로 표시되어 애니메이션 효과를 만든다.가끔 광고가 변경되거나 완전히 제거된다. 뉴욕 지하철, 워싱턴 메트로, BART, 및 싱가포르 MRT와 유사한 광고가 있기도 하다.

## 역 목록

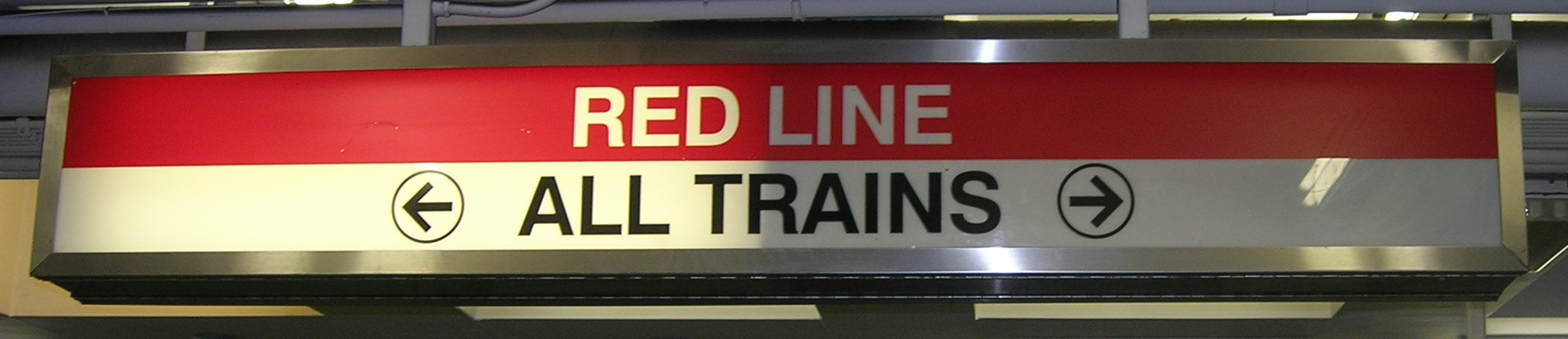
점차 새로운 스타일로 대체되고 있는, 기본형 레드 라인 역명판

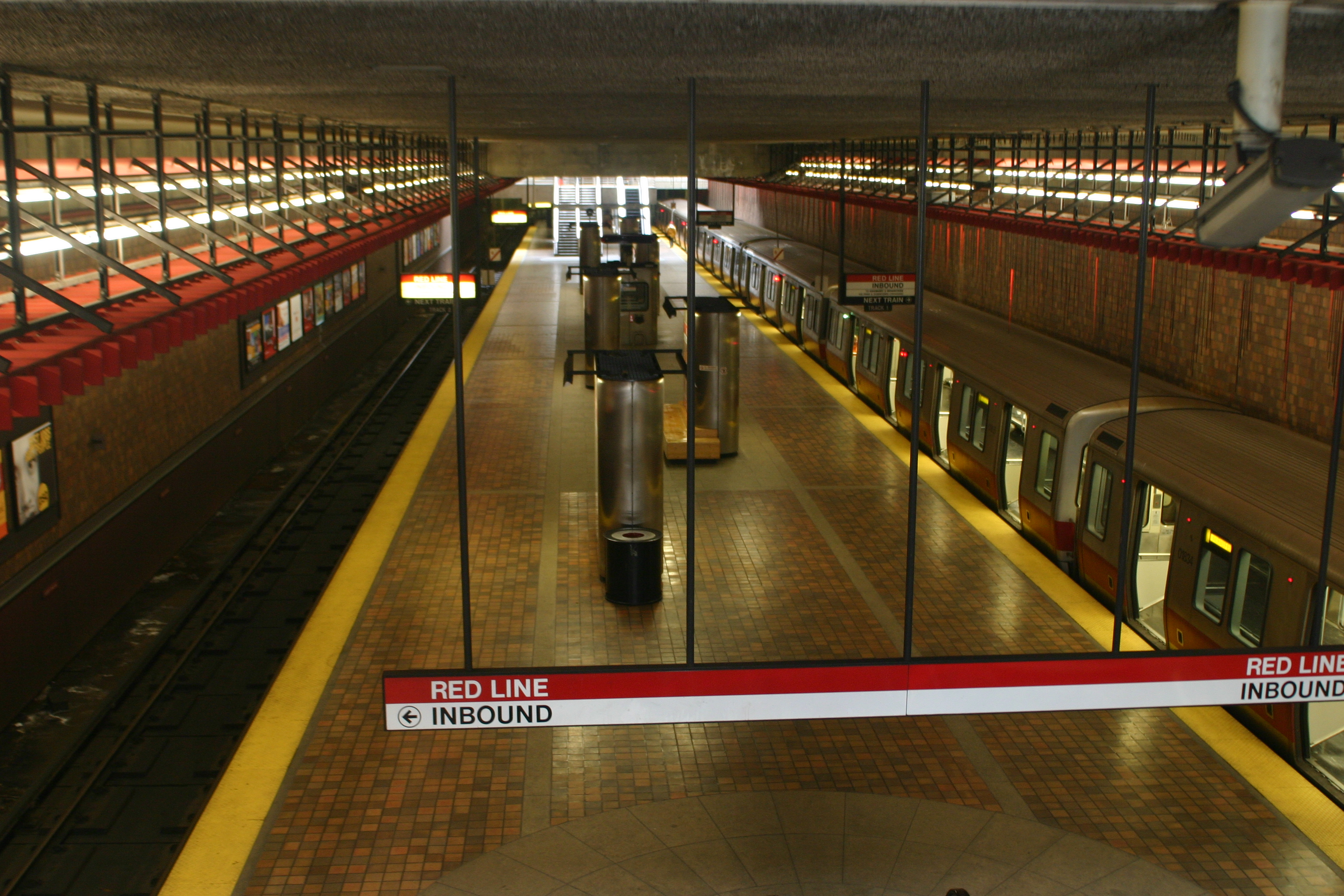
레드 라인의 종착역인 알레와이프 역

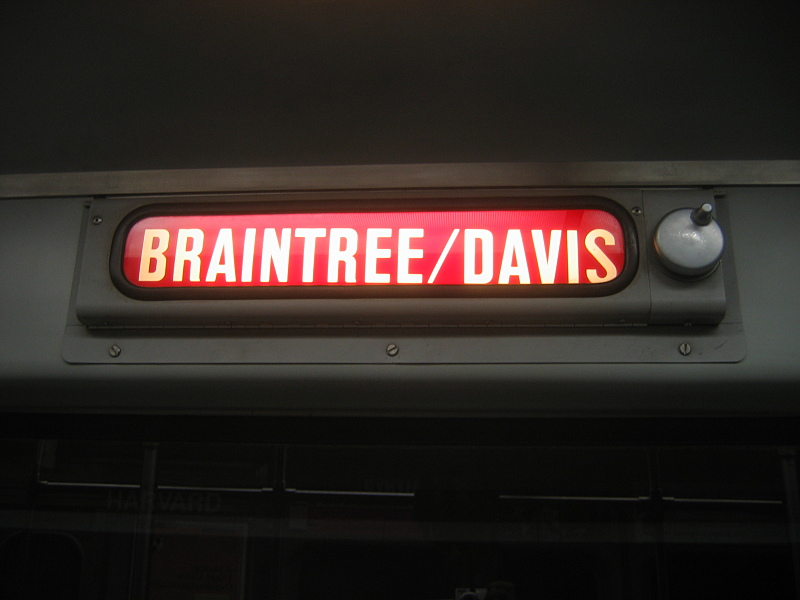
레드 라인 차량의 롤지형 행선 안내 게시기. 이 게시기는 1984년 말과 1985년 초까지만 사용되었다. 이 기간 동안 데이비스 역은 종착역이었으며, 이 후에 알레와이프 역으로 연장되었다. 그러나, 이 사진은 2005년에 촬영된 것으로, 시대착오적인 것이었다.

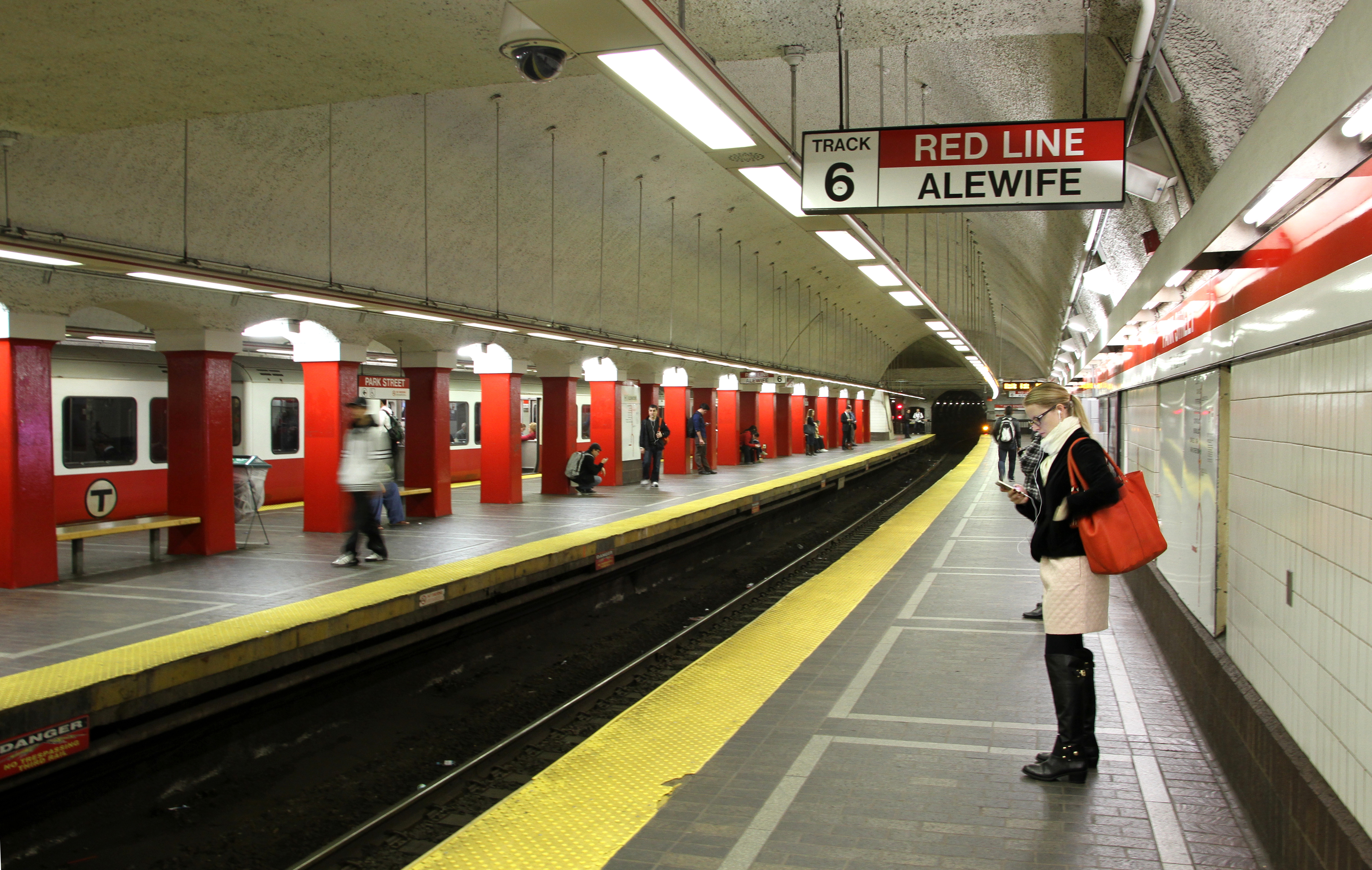
파크 스트리트 역의 레드 라인 승강장

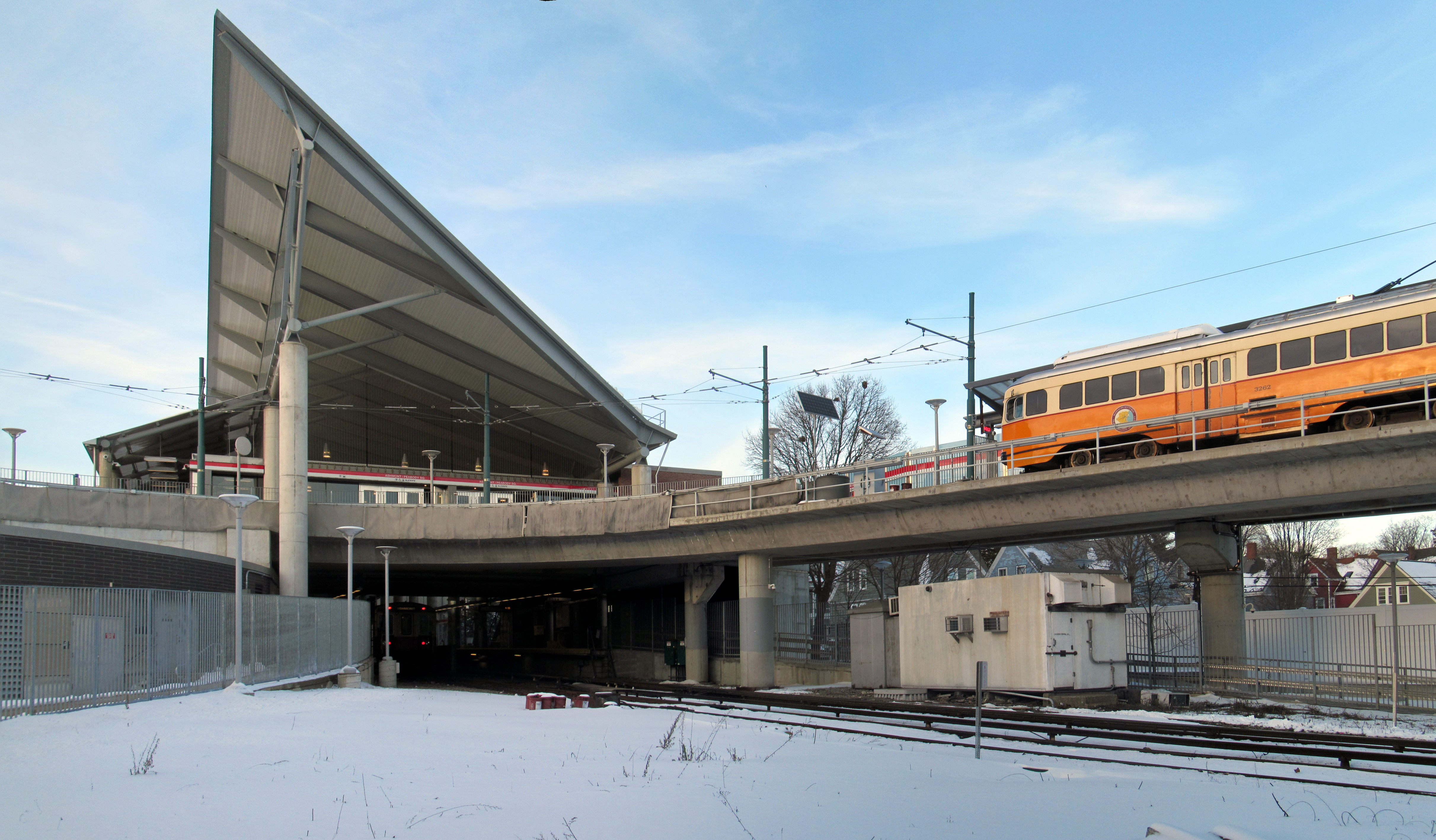
애쉬몬트 역의 애쉬몬트-매터팬 전차 노선

| 역명 | 소재지                                            | 개업일자         | 환승 및 참고 |
| --- | ------------------------------------------------- | ---------------- | --- |
| 알레와이프 Alewife | Alewife Brook Parkway, Cambridge                  | 1985년 3월 30일  | 버스 터미널, 파크 앤드 라이드 주차장, 미닛맨 바이크웨이 (자전거 도로) |
| 데이비스 Davis | Davis Square, Somerville                          | 1984년 12월 8일  | 서머빌 커뮤니티 패스(Somerville Community Path) |
| 포터 Porter | Porter Square, Cambridge                          | 1984년 12월 8일  | MBTA 커뮤터 레일, 피치버그 선 |
| 하버드 Harvard | Harvard Square, Cambridge                         | 1983년 9월 6일   | 본래 역사는 1912년 3월 23일 개업, 1981년 1월 30일 폐업한 후 재개장. |
| 센트럴 Central | Central Square, Cambridge                         | 1912년 3월 23일  | |
| 켄들/MIT Kendall/MIT | Kendall Square, Cambridge                         | 1912년 3월 23일  | 1978년 8월 6일, 켄들(Kendall) 역으로 개업, 이후 1982년 12월 2일에케임브리지 센터/MIT(Cambridge Center/MIT) 역으로 개명, 1985년 6월 25일 현재 이름으로 개명. |
| 찰스/MGH Charles/MGH | Cambridge and Charles Streets, Boston             | 1932년 2월 27일  | 1973년 12월까지 찰스(Charles)역으로 불림 |
| 파크 스트리트 Park Street | Park, Tremont, and Winter Streets, Boston         | 1912년 3월 23일  | 그린 라인 |
| 다운타운 크로싱 Downtown Crossing | Summer, Washington, and Winter Streets, Boston    | 1915년 4월 4일   | 오렌지 라인, 실버 라인 Phase I 1987년 5월 3일까지 워싱턴(Washington) 역으로 부름. |
| 보스턴 사우스 역 South Station | Dewey Square, Boston                              | 1916년 12월 3일  | 실버 라인 Phase II & MBTA 커뮤터 레일 남부 노선 과거 애틀랜틱 애비뉴 고가철로(Atlantic Avenue Elevated)와 환승되었음. |
| 브로드웨이 Broadway | Broadway and Dorchester Avenue, South Boston      | 1917년 12월 15일 | |
| 앤드류 Andrew | Andrew Square, South Boston                       | 1918년 7월 29일  | |
| 레드 라인은 JFK/UMass 역의 북쪽에서 두 개의 지선으로 나뉘며, JFK/Mass 역은 별도의 승강장으로 지선을 취급한다. 역 바로 남쪽에 있는 두 지선은 아래와 같이 나뉜다. |                                                   |                  | |
| JFK/UMass JFK/UMass | Columbia Road and Morrissey Boulevard, Dorchester | 1927년 11월 5일  | MBTA 커뮤터 레일, 올드 콜로니 선 & 그린부시 선 1982년 12월 1일까지는 컬럼비아(Columbia) 역으로 불림. 브레인트리(Braintree) 방면 승강장은 1988년 12월 14일에 개업 과거 올드 콜로니 철도 역 시절에는 크레스켄트 애비뉴(Crescent Avenue)로 불림.                                                                |
| 여기서부터 애쉬몬트, 브레인트리 방면으로 분리됨. |                                                   |                  | |
| |                                                   |                  | |
| 애쉬몬트 방면 |                                                   |                  | |
| 새빈 힐 Savin Hill | Savin Hill Avenue and Sydney Street               | 1927년 11월 5일  | 구 올드 콜로니 철도(Old Colony Railroad) 역; 브레인트리 방면 지선은 역의 바로 옆을 지나지만, 열차는 정차하지 않는다. |
| 필즈 코너 Fields Corner | Charles Street and Dorchester Avenue              | 1927년 11월 5일  | 구 샤멋 지선 철도(Shawmut Branch Railroad) 역 |
| 샤멋 Shawmut | Dayton Street                                     | 1928년 9월 1일   | |
| 애쉬몬트 Ashmont | Ashmont Street and Dorchester Avenue              | 1928년 9월 1일   | 이 역에서부터 애쉬몬트-매터팬 고속선(1929년 12월 21일 개통)을 통하여 매터팬까지 10분에 도착 구 샤멋 지선 철도(Shawmut Branch Railroad) 역 샤멋 지선 철도의 세더 그로브 (Cedar Grove)역은 이후 도체스터 & 밀턴 지선 철도(Dorchester and Milton Branch Railroad)와 합류하였으며, 현재 매터팬 선에 있는 역이다. |
| |                                                   |                  | |
| 브레인트리 방면 |                                                   |                  | |
| 노스 퀸시 North Quincy | East Squantum and Hancock Streets, Quincy         | 1971년 9월 1일   | |
| 월라스턴 Wollaston | Newport Avenue and Beale Street, Quincy           | 1971년 9월 1일   | |
| 퀸시 센터 Quincy Center | Hancock and Washington Streets, Quincy            | 1971년 9월 1일   | MBTA 커뮤터 레일, 올드 콜로니 선 & 그린부시 선, 2012년 7월 이후로 주차 시설이 개방되지 않고 있음. |
| 퀸시 애덤스 Quincy Adams | Burgin Parkway and Centre Street, Quincy          | 1983년 9월 10일  | 파크 앤드 라이드 |
| 브레인트리 Braintree | Ivory and Union Streets, Braintree                | 1980년 3월 22일  | MBTA 커뮤터 레일, 올드 콜로니 선 파크 앤드 라이드 |

## 참고 문헌
- Cheney, Frank. (2002) Boston's Red Line: Bridging the Charles from Alewife to Braintree, Arcadia Publishing. ISBN 978-0-7385-1047-7